# Sulkavanjärvi (sjö i Mörskom, Nyland)
Sulkavanjärvi är en sjö i kommunen Mörskom i landskapet Nyland i Finland. Sjön ligger 26,7 meter över havet. Den är 5,5 meter djup. Arean är 1,12 kvadratkilometer och strandlinjen är 6,61 kilometer lång. Sjön  ingår i Forsby å huvudavrinningsområde.   Den ligger omkring 71 km nordöst om Helsingfors. 